# Eriastrum filifolium
Eriastrum filifolium là một loài thực vật có hoa trong họ Polemoniaceae. Loài này được (Nutt.) Wooton & Standl. mô tả khoa học đầu tiên năm 1913.